# Nildo Viana
Nildo Silva Viana (* 6. Mai 1965 in Goiânia, Bundesstaat Goiás) ist ein brasilianischer Soziologe und Philosoph.

## Leben
Er promovierte 2003 in Soziologie an der Universität Brasília (UnB) und hat derzeit eine Professur an der Universidade Estadual de Goiás (UEG) mit Sitz in Anápolis inne. Er leitet dort die Forschungsgruppe Núcleo de Pesquisa Marxista („Zentrum für Marxismusforschung“).
Hauptsächlich beeinflusst von Karl Korsch, wurde Nildo Viana zu einem Kritiker der Soziologie in einer liberalen Version des Marxismus. Seine Texte betonen die Kategorie der Totalität und den Klassenkampf als heuristische Ausgangspunkte für die Erforschung des gesellschaftlichen Wandels.

## Veröffentlichungen

### Monografien
- A consciência da história. Ensaios sobre o materialismo historico-dialetico. Goiânia: Combate, 1997, dt. Übersetzung des Titels: "Das Gewissen der Geschichte. Versuche über den historisch-dialektischen Materialismus"
- Escritos metodológicos de Marx. Goiânia: Germinal, 1998, dt. Übersetzung des Titels: "Methodologische Schriften über Marx"
- A elaboração do projeto de pesquisa. Goiânia: Germinal, 1999
- A filosofia e sua sombra. Goiânia: Germinal, 2000, dt. Übersetzung des Titels: "Die Philosophie und ihr Schatten"
- A questão da causalidade nas ciências sociais. Goiânia: Germinal, 2001
- Violência urbana: A cidade como espaço gerador de violência. Goiânia: Germinal, 2002, dt. Übersetzung des Titels: "Städtische Gewalt: Die Stadt als räumliche Erzeugerin der Gewalt"
- Inconsciente coletivo e materialismo histórico. Goiânia: Germinal, 2002, dt. Übersetzung des Titels: "Unbewusste Kollektive und Historischer Materialismus"
- O que são partidos políticos? Goiânia: Germinal, 2003, dt. Übersetzung des Titels: "Was sind politische Parteien?"
- Estado, democracia e cidadania. Rio de Janeiro: Achiamé, 2003, dt. Übersetzung des Titels: "Staat, Demokratie und Staatsangehörigkeit"
- A dinâmica da violência juvenil. Rio de Janeiro: Book Link, 2004, ISBN 85-88319-66-7, dt. Übersetzung des Titels: "Die Dynamik der jugendlichen Gewalt"
- Heróis e super-heróis no mundo dos quadrinhos. Rio de Janeiro: Achiamé, 2005.
- Introdução à sociologia. Belo Horizonte: Autêntica, 2006, ISBN 85-7526-187-8, dt. Übersetzung des Titels: "Einführung in die Soziologie"

### Herausgeber von Sammelbänden
- Psicanálise, capitalismo e cotidiano. Goiânia: Germinal, 2002
- (mit Renato Gomes Vieira) Educação, cultura e sociedade. Goiânia: Germinal, 2002
- A questão da mulher: opressão, trabalho e violência. Rio de Janeiro: Ciência Moderna, 2006, ISBN 85-7393-491-3